# Fernando Chalana
Fernando Albino de Sousa Chalana (* 10. Februar 1959 in Barreiro; † 10. August 2022) war ein portugiesischer Fußballspieler und späterer -trainer.

## Sportliche Laufbahn

### Vereinskarriere
Er fing im Fußballklub Barreirense an. Schon mit 17 Jahren debütierte er beim Lissabonner Großklub Benfica Lissabon, wo er von 1975 bis 1984 spielte. In der Saison 1984/1985 wechselte er zu Girondins Bordeaux in Frankreich. Jedoch konnte er sich dort wegen etlicher Verletzungen nicht durchsetzen. 1987/1988 kehrte er zu Benfica Lissabon zurück. 1988 spielte er noch in einem Freundschaftsspiel gegen Schweden. Bei Benfica Lissabon, wo er noch bis 1990 blieb, war er nur noch Ersatzspieler. Dann folgte noch ein Transfer zu Belenenses Lissabon. Er beendete seine Karriere in der Saison 1991/1992 im Alter von 33 Jahren beim Zweitligisten CF Estrela Amadora.

### Auswahleinsätze
Sein Debüt für die portugiesische Fußballnationalmannschaft gab er am 17. November 1976. Das Spiel gegen die dänische Fußballnationalmannschaft wurde 1:0 gewonnen. Chalana war der damals drittjüngste Spieler aller Zeiten der Seleção. Der Höhepunkt seiner Karriere war die Fußball-Europameisterschaft 1984, wo er einer der führenden Figuren der Seleção war. Portugal erreichte das Halbfinale.

## Trainerlaufbahn
Chalana arbeitete als Assistenztrainer bei Benfica Lissabon. Nachdem José Antonio Camacho am 9. März 2008 von seinem Traineramt zurückgetreten war, wurde Chalana die Verantwortung für die erste Mannschaft übertragen.

## Tod
Chalana starb an Folgen der Alzheimer-Krankheit. Er wurde 63 Jahre alt.

## Titel
Benfica
- Primeira Divisão: 1975/76, 1976/77, 1980/81, 1982/83, 1983/84, 1988/89[3]
- Taça de Portugal (2)[4]
- Supertaça Cândido de Oliveira:[4] 1980, 1989
- Taça de Honra (3)[4]

Bordeaux
- Ligue 1: 1984/85, 1986/87
- Coupe de France: 1985/86, 1986/87
- Trophée des champions: 1986

## Auszeichnungen
- Fußballer des Jahres von Portugal: 1976, 1984
- UEFA-All-Star-Team der Fußball-Europameisterschaft: 1984